# Lijst van beelden in Den Helder
Dit is een (onvolledige) chronologische lijst van beelden in Den Helder. Onder een beeld wordt hier verstaan elk driedimensionaal kunstwerk in de openbare ruimte van de Nederlandse gemeente Den Helder, waarbij beeld wordt gebruikt als verzamelbegrip voor sculpturen, standbeelden, installaties, gedenktekens en overige beeldhouwwerken.
Gevelkunstwerken, zoals gevelstenen, zijn te vinden in de lijst van gevelkunst in Den Helder. Eventueel relevante grafmonumenten zijn te vinden in het artikel Algemene begraafplaats Den Helder. Beelden die onderdeel zijn van kunstproject De Nollen zijn in dat artikel te vinden. Onderaan de pagina staan een lijst met beelden op militair terrein en een lijst met beelden die zijn verdwenen uit de openbare ruimte van Den Helder.
| Geplaatst | Omschrijving                                                                                  | Kunstenaar                                             | Locatie                                                                                         | Plaats              | Materiaal                                           | Afbeelding |
| --- | --------------------------------------------------------------------------------------------- | ------------------------------------------------------ | ----------------------------------------------------------------------------------------------- | ------------------- | --------------------------------------------------- | ---------- |
| ca. 1863 | Leeuwen                                                                                       |                                                        | Willemsoord (ingang Weststraat)                                                                 | Den Helder          |                                                     |            |
| 1878 (in 1992 van vuurtoren verwijderd) | Koepel Lange Jaap                                                                             | Quirinus Harder                                        | Willemsoord (nabij gebouw 56)                                                                   | Den Helder          |                                                     |            |
| 1919 (in jaren 1970 afgebroken en verplaatst, in 2013 verplaatst en heropgebouwd)                                                                        | Gedenkbank J.A. de Jongh                                                                      | Herman Ambrosius Jan Baanders Jan Baanders sr.         | Willemsoord (eerder op de Buitenhaven en later bij Marinemuseum)                                | Den Helder          | Baksteen en muschelkalksteen                        |            |
| 1922 | Marinemonument Voor hen die vielen                                                            | Gerard van Lom                                         | Middenweg                                                                                       | Den Helder          | Natuursteen                                         |            |
| Voor 1928 (in 2023 gevonden tijdens werkzaamheden en in 2024 op originele plek herplaatst)                                                               | Historische grenspaal Callantsoog / Helder                                                    |                                                        | Zandijk (langs fietspad t.h.v. Camping Oase)                                                    | Julianadorp aan Zee | Natuursteen                                         |            |
| 1933 | Wapen Den Helder (2x)                                                                         |                                                        | Postbrug                                                                                        | Den Helder          |                                                     |            |
| 1935 | Nationaal Monument voor het Reddingswezen                                                     | Piet Kramer                                            | Helden der Zeeplein                                                                             | Den Helder          | Baksteen en ander materiaal                         |            |
| 1935 | Prins Hendrik der Nederlanden                                                                 | Gerrit van der Veen                                    | Helden der Zeeplein                                                                             | Den Helder          |                                                     |            |
| 1937 | Zonnewijzer Juliana & Bernhard                                                                | Jacob Groen                                            | Huisduinerweg/Timorlaan                                                                         | Den Helder          |                                                     |            |
| 1939 (in 1950 herplaatst) | Dorus Rijkers                                                                                 | Isabella van Beeck Calkoen                             | Dorus Rijkershofje (bij onthulling was de locatie Helden der Zeeplein)                          | Den Helder          |                                                     |            |
| 1945 (in 2001 gerenoveerd) | Vliegersmonument                                                                              |                                                        | 2e Vroonstraat                                                                                  | Den Helder          |                                                     |            |
| 1950 | Den Vaderlant getrouwe                                                                        | Isabella van Beeck Calkoen                             | Prins Hendriklaan                                                                               | Den Helder          | Brons                                               |            |
| 1960 (verplaatst in 2017) | Zeeleeuwen                                                                                    | Karl Pelgrom                                           | Zeepromenade nabij Havenplein (eerder bij entree station Den Helder)                            | Den Helder          | Hardsteen                                           |            |
| 1960 | Wapen Den Helder en embleem Koninklijke Marine (2x)                                           |                                                        | Spoorbrug/Nieuwe Kerkplein                                                                      | Den Helder          |                                                     |            |
| 1965 (ca. 1982 verplaatst) | Mozaïek                                                                                       |                                                        | Bernhardplein (eerder op gevel bibliotheek Hector Treubstraat)                                  | Den Helder          |                                                     |            |
| 1966 (in 2004 verwijderd en in 2012 herplaatst) | Twee vogels                                                                                   | Carel Visser                                           | Sportlaan (stond eerder bij Pedagogische Academie, Molenplein)                                  | Den Helder          | Staal                                               |            |
| In periode ca. 1970-1994 | Lichtboei                                                                                     |                                                        | IJsselmeerstraat (voor gebouw De Lichtboei)                                                     | Den Helder          |                                                     |            |
| 1970 | Zeilschip                                                                                     | Louk van Meurs-Mauser                                  | Heiligharn (in vijver, voorheen bij O.B.S. De Nollen)                                           | Den Helder          |                                                     |            |
| 1972 (2014 herplaatst, in november 2022 vernield en gestolen, alleen stukje voet en sokkel nog aanwezig, beeld teruggevonden en afwachtende restauratie) | Ontworsteling aan het water                                                                   | Jan Dokter                                             | Entree zwembad Heersdiep (eerder bij winkelcentrum De Schooten)                                 | Den Helder          |                                                     |            |
| 1972 | Golven in de branding                                                                         | Leo van Herk                                           | Rehorstpark bij Jacob Giltjesstraat                                                             | Den Helder          |                                                     |            |
| Tweede helft 20e eeuw | Oud en nieuw Julianadorp                                                                      |                                                        | De Slenk                                                                                        | Julianadorp         |                                                     |            |
| Laatste kwart 20e eeuw | Windwijzer                                                                                    |                                                        | Zeedijk (t.h.v. Adrianus Ijsbrand Kuiperstraat, locatie voormalig meteorologisch observatorium) | Den Helder          | Metaal                                              |            |
| Laatste kwart 20e eeuw | Windwijzer                                                                                    |                                                        | Zeedijk (t.h.v. Badhuisstraat)                                                                  | Huisduinen          | Metaal                                              |            |
| 1977 | Zeehond                                                                                       | Theresia van der Pant                                  | Breewaterplein, ter hoogte van Californiestraat 24 (eerder op Julianaplein/begin Spoorstraat)   | Den Helder          |                                                     |            |
| 1978 | Vis                                                                                           | Joop Koek (leraar LTS Noordster)                       | Vismarkt                                                                                        | Den Helder          | Metaal                                              |            |
| Ca. 1980 | Sculptuur, fontein                                                                            | Piet Slegers                                           | Doctorandes F. Bijlweg (voor gebouw GGZ)                                                        | Den Helder          | Metaal                                              |            |
| 1981 | Monument voor Janus Kuiper                                                                    | Jan Dokter                                             | Algemene Begraafplaats (bij de hoofdingang)                                                     | Den Helder          |                                                     |            |
| 1983 | Gemini                                                                                        | J. van Dijk                                            | Naast ingang Noordwest Ziekenhuisgroep (voorheen Gemini Ziekenhuis)                             | Den Helder          |                                                     |            |
| 1984 | Ichthus                                                                                       | Theresia van der Pant                                  | Koningdwarsstraat                                                                               | Den Helder          |                                                     |            |
| 1987 | Herinnering Stadsvernieuwing                                                                  |                                                        | Hoek Koningdwarsstraat/2e Vroonstraat                                                           | Den Helder          | Baksteen en beton                                   |            |
| 1987 | De stadsontwikkeling van Den Helder                                                           | Bob Ligtvoet                                           | Middelzand (voor het Dorpshuis in Julianadorp)                                                  | Julianadorp         |                                                     |            |
| In periode 1987-2005 | Anker                                                                                         |                                                        | Timorlaan (in plantsoen voor nummers 141-169)                                                   | Den Helder          |                                                     |            |
| 1988 | Monument, Anker van Hr.Ms. Johan Maurits van Nassau                                           |                                                        | Hoofdgracht (bij Marinemuseum)                                                                  | Den Helder          | Metaal                                              |            |
| 1988/1990 | Historisch vuurtorentje met twee sloepen                                                      | Christiaan Paul Damsté                                 | Op de zeedijk t.h.v. Badhuisstraat                                                              | Huisduinen          | Graniet en steen                                    |            |
| 1989/1990 | Urinoirs                                                                                      | Frans Hage                                             | Doorzwin                                                                                        | Julianadorp         | Beton                                               |            |
| Jaren 1990 | Lichtboei                                                                                     |                                                        | Rotonde Marsdiep- en Waddenzeestraat                                                            | Den Helder          |                                                     |            |
| Jaren 1990 | Lichtboei (Na de oorlog gekregen van de Engelsen, als lichtboei gebruikt tot jaren 1970)      |                                                        | Rotonde Marsdiepstraat/Jan Verfailleweg                                                         | Den Helder          |                                                     |            |
| 1994 | Spiraal                                                                                       | Stefan Strauss                                         | Ravelijncenter (voor gebouw Wilms)                                                              | Den Helder          |                                                     |            |
| 1995 | De Zwerver                                                                                    | Pratum Indrayotha                                      | Koningdwarsstraat t.h.v. Hoogstraat                                                             | Den Helder          |                                                     |            |
| 1995 (ca. 2001 & 2017 verplaatst) | De Jutter                                                                                     | Kees Doolaard                                          | Stadspark (tot ca. 2001 in plantsoen voor station, daarna tot 2017 in de Beatrixstraat)         | Den Helder          | Brons                                               |            |
| ca. 1997 (?) | De aarde en het water                                                                         | Nic Jonk                                               | Van der Vaartplantsoen                                                                          | Den Helder          | Brons                                               |            |
| ca. 1997 | Bankje met bladerreliëf                                                                       |                                                        | Boterzwin bij rotonde Zuidwal                                                                   | Julianadorp         |                                                     |            |
| 1999 (het scheepje op het monument van Louk van Meurs-Mauser werd al geplaatst in 1968)                                                                  | Visserijmonument                                                                              | Louk van Meurs-Mauser (beeld) & Ida Gerhardt (gedicht) | Het Nieuwe Diep                                                                                 | Den Helder          | Natuursteen en koper                                |            |
| ca. 2000 (± 5 jaar) | Kanon                                                                                         |                                                        | Admiraal Verhuellplein                                                                          | Huisduinen          |                                                     |            |
| 2000 (2021 herplaatst) | Zoveel hoofden, zoveel zinnen (filosoof, sjieke mevrouw, matroosje, visserman en beeldhouwer) | Jerome Symons                                          | Kreekpark (tot 2016 op Bernhardplein, voor schouwburg De Kampanje)                              | Den Helder          |                                                     |            |
| 2000 | Hr.Ms. De Zeven Provinciën                                                                    | Ton Wijnker                                            | Willemsoord                                                                                     | Den Helder          |                                                     |            |
| 2003 | Een kei voor een kei                                                                          |                                                        | Kruising Zeepromenade/Grafelijkheidsweg                                                         | Huisduinen          | Natuursteen en metaal                               |            |
| Tussen 2003 en 2009 | Anker Hr.Ms. Poolster                                                                         |                                                        | Willemsoord 63 (voor Reddingmuseum)                                                             | Den Helder          |                                                     |            |
| Tussen 2003 en 2009 | Lichtboei                                                                                     |                                                        | Willemsoord 63 (op de kade)                                                                     | Den Helder          |                                                     |            |
| 2004 | Plaquette + lindebomen Vliegersmonument                                                       |                                                        | 2e Vroonstraat                                                                                  | Den Helder          |                                                     |            |
| Voor 2005 | Anker en meerpalen                                                                            |                                                        | Eikenhout/Callantsogervaart                                                                     | Julianadorp         |                                                     |            |
| Voor 2005 | Anker en meerpalen                                                                            |                                                        | Eikenhout/Langevliet                                                                            | Julianadorp         |                                                     |            |
| Voor 2005 | Anker                                                                                         | N.v.t.                                                 | Zeepromenade (bij Lands End)                                                                    | Den Helder          |                                                     |            |
| Voor 2005 | Kanon                                                                                         | N.v.t.                                                 | Zeepromenade (bij Lands End)                                                                    | Den Helder          |                                                     |            |
| Tussen 2005 en 2009 | Boei Vlieland Center                                                                          | N.v.t.                                                 | Willemsoord (bij gebouw 66)                                                                     | Den Helder          |                                                     |            |
| Tussen 2005 en 2009 | Diverse ankers                                                                                | N.v.t.                                                 | Willemsoord (bij Plein 1822 & DOK II)                                                           | Den Helder          |                                                     |            |
| 2006 (stond in 2003 tijdelijk op Willemsoord) | Knowing by Heart                                                                              | Rudi van de Wint                                       | Willemsoord                                                                                     | Den Helder          | Cortenstaal                                         |            |
| 2006 | Monument voor Bombardementsslachtoffers                                                       |                                                        | Algemene Begraafplaats                                                                          | Den Helder          | Natuursteen                                         |            |
| 2007 | Mozaïekbank/tafel                                                                             | Leerlingen P.C.B. De Rank (i.s.m. Young at Art)        | Drooghe Bol (op pleintje winkelcentrum Dorperweerth)                                            | Julianadorp         | Beton                                               |            |
| Voor 2009 | Anker                                                                                         |                                                        | Zeeweg 6 (bij uitgang parkeerterrein)                                                           | Huisduinen          |                                                     |            |
| 2009 | Bueno de Lagarto                                                                              | Clemens Briels                                         | Akkerbouwstraat (in sloot naast Junior College)                                                 | Julianadorp         |                                                     |            |
| 2009 | Koningin Juliana                                                                              | Charlotte van Pallandt                                 | Parkstraat (tuin ontmoetingskerk)                                                               | Julianadorp         |                                                     |            |
| 2009 | Schaduwen van Licht                                                                           | Caroline van ’t Hoff-Hörchner                          | Willemsoord                                                                                     | Den Helder          | Brons                                               |            |
| Tussen 2009 en 2014 | Haai                                                                                          |                                                        | Willemsoord 51 (bij scheepshelling)                                                             | Den Helder          |                                                     |            |
| Tussen 2009 en 2014 | Windwijzer                                                                                    |                                                        | Zeedijk (t.h.v. Weststraat)                                                                     | Den Helder          | Metaal                                              |            |
| 2010 | Naambord met wapenschilden                                                                    | Goudhoek (rijkswerf)                                   | Ingang Maritiem Vliegkamp De Kooy                                                               | Den Helder          | Hout                                                |            |
| 2011 (onthuld) | Meerdere Lantaarnpalen                                                                        | Rudi van de Wint                                       | Duinpark                                                                                        | Den Helder          | Cortenstaal                                         |            |
| 2011 (onthuld) | Twee bruggen                                                                                  | Rudi van de Wint                                       | Duinpark                                                                                        | Den Helder          | Cortenstaal                                         |            |
| 2009-2013 | J                                                                                             |                                                        | Langevliet/Zuiderhaaks                                                                          | Julianadorp         |                                                     |            |
| 2010-2013 | J                                                                                             |                                                        | Callantsogervaart                                                                               | Julianadorp         |                                                     |            |
| 2013 | Klokkenstoel                                                                                  |                                                        | Borneolaan 1 (ter hoogte van het Paviljoen van Toen)                                            | Den Helder          |                                                     |            |
| 2013 (glasbakken in 2007 beschilderd, in 2013 verwerkt in kunstwerk, in 2023 zijn de glasbakken vervangen door beschilderde metalen kubussen)            | Beschilderde glasbakken                                                                       | Kinderen (onder begeleiding van Ingrid d'Hamecourt)    | Seringenlaan/Jan Verfailleweg                                                                   | Den Helder          | Metaal                                              |            |
| 2013 | Waterwezen                                                                                    |                                                        | Gasstraat                                                                                       | Den Helder          |                                                     |            |
| 2013 | Kroningsdeksel                                                                                | Paul Bausch                                            | Kroonstraat/Kerkstraat                                                                          | Den Helder          |                                                     |            |
| 2014 | Herinneringsmonument zwembad De Schots                                                        |                                                        | Het Nieuwland                                                                                   | Den Helder          | Metaal, beton                                       |            |
| 2015 | Herinnering 100 jaar Tuindorp                                                                 |                                                        | Nieuweweg (Fort Dirks Admiraal)                                                                 | Den Helder          |                                                     |            |
| Voor september 2016 | Welkomstbord Zwanenbalg                                                                       |                                                        | Zwanenbalg (bij buurtentree)                                                                    | Julianadorp         |                                                     |            |
| 2016 | Wervianen                                                                                     | Peter Erftemeijer                                      | Beatrixstraat (hoek Sluisdijkstraat)                                                            | Den Helder          | Brons                                               |            |
| 2016 (was in 2024/2025 tijdelijk verwijderd in verband met rioolwerkzaamheden)                                                                           | Wervianen                                                                                     | Peter Erftemeijer                                      | Beatrixstraat (t.h.v. Keizerstraat)                                                             | Den Helder          | Brons                                               |            |
| 2017 | Ambachten, gieterij                                                                           | Yair Aschkenasy                                        | Middenweg (stationsgebied)                                                                      | Den Helder          | Brons en terrazzo                                   |            |
| 2017 | Ambachten, houtbewerker                                                                       | Yair Aschkenasy                                        | Middenweg (stationsgebied)                                                                      | Den Helder          | Brons en terrazzo                                   |            |
| 2017 | Ambachten, lasser                                                                             | Yair Aschkenasy                                        | Middenweg (stationsgebied)                                                                      | Den Helder          | Brons en terrazzo                                   |            |
| 2017 | Ambachten, monteur                                                                            | Yair Aschkenasy                                        | Middenweg (stationsgebied)                                                                      | Den Helder          | Brons en terrazzo                                   |            |
| 2017 | Ambachten, scheepsbouwer                                                                      | Yair Aschkenasy                                        | Middenweg (stationsgebied)                                                                      | Den Helder          | Brons en terrazzo                                   |            |
| 2018 | Dubbele bolder                                                                                | Marc Ruygrok                                           | Beatrixstraat (stationsgebied)                                                                  | Den Helder          | Brons                                               |            |
| 2018 | Gedenkplek Noorderhaven                                                                       |                                                        | Perenhout                                                                                       | Noorderhaven        | Cortenstaal                                         |            |
| 2018 (stond eerder op andere locatie op het terrein) | Meisje met dwarsfluit                                                                         | Siem Wardenaar                                         | Perenhout                                                                                       | Noorderhaven        |                                                     |            |
| 2018 | Wervianen (met fietsen)                                                                       | Peter Erftemeijer                                      | Zuidstraat (naast de bibliotheek)                                                               | Den Helder          | Brons                                               |            |
| 2018 | NoorderBakens 'koe'                                                                           | Rutger-Jan Bredewold & Rob Glas                        | Perenhout                                                                                       | Noorderhaven        | Cortenstaal                                         |            |
| 2019 | J                                                                                             |                                                        | Langevliet                                                                                      | Julianadorp         |                                                     |            |
| 2019 | NoorderBakens 'meeuwen'                                                                       | Rutger-Jan Bredewold & Rob Glas                        | Eikenhout (bij Langevliet)                                                                      | Noorderhaven        | Cortenstaal                                         |            |
| 2019 | NoorderBakens 'meeuwen'                                                                       | Rutger-Jan Bredewold & Rob Glas                        | Eikenhout (bij Callantsogervaart)                                                               | Noorderhaven        | Cortenstaal                                         |            |
| 2019 | NoorderBakens 'schapen en een geit'                                                           | Rutger-Jan Bredewold & Rob Glas                        | Eikenhout                                                                                       | Noorderhaven        | Cortenstaal                                         |            |
| 2019 | NoorderBakens 'pauw'                                                                          | Rutger-Jan Bredewold & Rob Glas                        | Eikenhout (bij Cederhout)                                                                       | Noorderhaven        | Cortenstaal                                         |            |
| 2019 | NoorderBakens 'ezel'                                                                          | Rutger-Jan Bredewold & Rob Glas                        | Eikenhout (bij Cederhout)                                                                       | Noorderhaven        | Cortenstaal                                         |            |
| 2019 | NoorderBakens 'vlinder'                                                                       | Rutger-Jan Bredewold & Rob Glas                        | Noorderhaven                                                                                    | Noorderhaven        | Cortenstaal                                         |            |
| 2019 | NoorderBakens 'haan'                                                                          | Rutger-Jan Bredewold & Rob Glas                        | Perenhout                                                                                       | Noorderhaven        | Cortenstaal                                         |            |
| 2020 | Walvis met harpoen                                                                            |                                                        | Stationsstraat                                                                                  | Den Helder          |                                                     |            |
| 2020 | NoorderBakens 'varken'                                                                        | Rutger-Jan Bredewold & Rob Glas                        | Perenhout (bij Essenhout)                                                                       | Noorderhaven        | Cortenstaal                                         |            |
| 2020 | NoorderBakens 'uil'                                                                           | Rutger-Jan Bredewold & Rob Glas                        | Essenhout                                                                                       | Noorderhaven        | Cortenstaal                                         |            |
| 2020 | Gedenkplaats Joodse slachtoffers                                                              | Edzo Bindels                                           | Stadspark (hoek Koningsplein/Polderweg)                                                         | Den Helder          |                                                     |            |
| Ca. 2020 | Vogel                                                                                         | Peter Jonas                                            | Zeepromenade (bij terras Land's End)                                                            | Den Helder          | Cortenstaal                                         |            |
| 2021 | Twee zitbanken iconen Den Helder                                                              |                                                        | Koningsplein                                                                                    | Den Helder          |                                                     |            |
| 2021 | NoorderBakens 'poezen'                                                                        | Rutger-Jan Bredewold & Rob Glas                        | Eikenhout                                                                                       | Noorderhaven        | Cortenstaal                                         |            |
| 2021 | Vloermozaïek Huisduinervlag                                                                   |                                                        | Dorpsplein                                                                                      | Huisduinen          |                                                     |            |
| 2021 | NoorderBakens 'honden'                                                                        | Rutger-Jan Bredewold & Rob Glas                        | Kersenhout                                                                                      | Noorderhaven        | Cortenstaal                                         |            |
| 2022 | Walvis                                                                                        | Peter Jonas                                            | Badhuisstraat (hoek H.W. Mesdagstraat)                                                          | Huisduinen          | Cortenstaal en natuursteen                          |            |
| 2023 | Welkomstbord Den Helder                                                                       |                                                        | Middenweg (voor Station Den Helder)                                                             | Den Helder          |                                                     |            |
| 2023 (replica van kunstwerk uit begin 20e eeuw) | Zuil met ornament                                                                             |                                                        | De Vijfsprong                                                                                   | Den Helder          |                                                     |            |
| 2024 | Berani (monument Molukse marinemensen)                                                        | Peter Jonas                                            | Willemsoord (ten zuiden van de Sloepenloods)                                                    | Den Helder          | Cortenstaal                                         |            |
| 2024 | Gedenkteken Huisduiner redders                                                                |                                                        | Zeedijk (tegenover Zeeweg 21)                                                                   | Huisduinen          | Kei met plaquette                                   |            |
| | Kompasroos                                                                                    |                                                        | Hoek Van Galen- en Joubertstraat                                                                | Den Helder          | Natuursteen, gebakken klinkers en betonstraatstenen |            |
| | Gemeentewapen van Den Helder                                                                  |                                                        | Hoek Kruger- en Joubertstraat                                                                   | Den Helder          | Betonstraatstenen                                   |            |
| | Diverse kanonnen                                                                              |                                                        | Fort Dirks Admiraal                                                                             | Den Helder          |                                                     |            |

## Beelden op militair terrein
Beelden in deze lijst staan binnen de gemeente Den Helder op militair terrein en dus niet in de openbare ruimte.
| Geplaatst                                                        | Omschrijving                                      | Kunstenaar       | Locatie                                                                       | Plaats     | Materiaal                | Afbeelding |
| ---------------------------------------------------------------- | ------------------------------------------------- | ---------------- | ----------------------------------------------------------------------------- | ---------- | ------------------------ | ---------- |
| 1947                                                             | Monument voor de Gevallenen van de Onderzeedienst |                  | Nieuwe Haven                                                                  | Den Helder |                          |            |
| 1954                                                             | Karel Doorman                                     | Dirk Bus         | In de tuin van het KIM                                                        | Den Helder | Koper                    |            |
| 1968                                                             | 50 jaar vliegkamp De Kooi                         | Egbert Vink      | Maritiem Vliegkamp De Kooy                                                    | Den Helder | Metaal, baksteen, marmer |            |
| 1973 (op Nieuwe Kerkplein, in 1992 verplaatst)                   | Samenwerking                                      | Ernst Dienaar    | Nieuwe Haven                                                                  | Den Helder |                          |            |
| 1992 (op Vliegkamp Valkenburg, later verplaatst naar Den Helder) | Voor hen die vielen Marine Luchtvaartdienst       | Nico Wiersma     | Maritiem Vliegkamp De Kooy                                                    | Den Helder |                          |            |
| 1994                                                             | Kanon Hr.Ms. Johan Maurits van Nassau             |                  | In de tuin van het KIM                                                        | Den Helder |                          |            |
| 2004                                                             | Wave                                              | Rudi van de Wint | In de tuin van het KIM                                                        | Den Helder | Aluminium                |            |
|                                                                  | Oorlogsmonument voormalig vliegkamp De Kooy       |                  | Maritiem Vliegkamp De Kooy t.h.v. poort 6, noordoostelijke hoek v.h. terrein. | Den Helder |                          |            |

## Verdwenen beelden
| Bron          | Geplaatst                                                  | Verdwenen                                                          | Omschrijving                                                                               | Kunstenaar                     | Locatie                                                                                                   | Plaats      | Materiaal                                     | Afbeelding |
| ------------- | ---------------------------------------------------------- | ------------------------------------------------------------------ | ------------------------------------------------------------------------------------------ | ------------------------------ | --- | ----------- | --------------------------------------------- | ---------- |
| [ 22 ] [ 23 ] | 1885                                                       |                                                                    | Engel? (mogelijk onderdeel van een fontein)                                                |                                | Plantsoen Molenplein                                                                                      | Den Helder  |                                               | Zie bron   |
| [ 24 ] [ 25 ] | 1891 (in 1899 verplaatst)                                  | 1944                                                               | Klok ter nagedachtenis aan Dr. Vogelpoel                                                   | Gegoten door Becht & Dyserinck | Plantsoen Molenplein (vanaf 1899 in tuin Rijks HBS, Molenplein)                                           | Den Helder  |                                               | Zie bron   |
|               | 1923 (verplaatst in 1985 en 1995)                          |                                                                    | Bloembak 25-jarig regeringsjubileum Koningin Wilhelmina                                    |                                | Verdwenen uit openbare ruimte, thans in Hortus Overzee (eerder in stationsplantsoen en tuin gemeentehuis) | Den Helder  |                                               |            |
| [ 28 ]        | 1938                                                       |                                                                    | Zonnewijzer met plaquette ter ere van meester Jan van Hoek                                 |                                | Speeltuin Oud Den Helder                                                                                  | Den Helder  | Baksteen, natuursteen en metaal               |            |
| [ 30 ]        | ca. 1965                                                   | ca. 1990                                                           | Drie betonnen rechthoeken                                                                  |                                | Bernhardplein (naast ingang schouwburg)                                                                   | Den Helder  | Beton                                         | Zie bron   |
|               | 1972                                                       | 2025 (door gemeente verwijderd in verband met diverse diefstallen) | Acrobaten                                                                                  | John Bier                      | Timorpark                                                                                                 | Den Helder  | Brons                                         |            |
|               | 1974 (werd in 2003 gestolen, huidige beeld is een replica) | 2025 (door gemeente verwijderd in verband met diverse diefstallen) | Vechtende kalkoenen                                                                        | Theo Mulder                    | Timorpark                                                                                                 | Den Helder  | Brons                                         |            |
|               | 1975                                                       | 2025                                                               | Pinguïn (in 2025 gestolen en teruggevonden, niet teruggeplaatst, sokkel nog aanwezig)      | Theresia van der Pant          | Keizerstraat/Kroonstraat                                                                                  | Den Helder  | Koper                                         |            |
|               | 1993                                                       | 2021                                                               | Vloermozaïek (14 keer de Huisduinervlag)                                                   | Leerling stratenmakers         | Dorpsplein                                                                                                | Huisduinen  | Betonstraatstenen                             |            |
|               | 1993                                                       | 2021                                                               | Kompasroos                                                                                 |                                | Dorpsplein                                                                                                | Huisduinen  | Natuursteen, gebakken klinkers en betontegels |            |
|               | 1999                                                       | 2025                                                               | Voor de Wind (in 2025 gestolen en teruggevonden, niet teruggeplaatst, sokkel nog aanwezig) | Daniëlle Orelio                | Hoek Hertzogstraat/Van Galenstraat                                                                        | Den Helder  | Brons                                         |            |
| [ 36 ] [ 37 ] | ca. 2000                                                   | 2009                                                               | Titanic                                                                                    | Marinus Boezem                 | Julianaplein                                                                                              | Den Helder  |                                               | Zie bron   |
| [ 38 ]        | ca. 2008                                                   | 2016 of eerste weken 2017                                          | Lichtboei                                                                                  |                                | Middenweg                                                                                                 | Den Helder  |                                               |            |
|               | 2014                                                       | 2021                                                               | Monster Crisis en andere kunstwerken van metaal                                            | Tobi Möhring                   | Leijloop (bij Texelstroomlaan), (stond eerder in Schlosspark Stammheim)                                   | Den Helder  | Metaal                                        |            |
|               | 2022                                                       | 2023 (in reparatie na vandalisme)                                  | Bertus (2000-2021)                                                                         |                                | Willemsoord                                                                                               | Den Helder  |                                               |            |
|               | 2023                                                       | 2024                                                               | Twee welkomstborden Marinedagen & Sail Den Helder 2023                                     |                                | Middenweg (voor Station Den Helder)                                                                       | Den Helder  |                                               |            |
| [ 39 ]        |                                                            | ca. 2012                                                           | Twee kanonnen + scheepsmast                                                                |                                | Beatrixstraat (Kanonnenplein)                                                                             | Den Helder  |                                               | Zie bron   |
| [ 40 ]        |                                                            | 2015                                                               | Bloemen industrieel                                                                        |                                | Industrieweg                                                                                              | Den Helder  |                                               | Zie bron   |
|               | Voor 2005                                                  | 2024                                                               | Kanon                                                                                      |                                | Zeedijk (tegenover Zeeweg 21)                                                                             | Huisduinen  |                                               |            |
| [ 41 ]        |                                                            |                                                                    | Jaknikker                                                                                  |                                | Hoek Kanaalweg/Weststraat                                                                                 | Den Helder  | Metaal                                        | Zie bron   |
| [ 42 ]        |                                                            |                                                                    | ?                                                                                          |                                | Kennedypark                                                                                               | Den Helder  |                                               | Zie bron   |
| [ 43 ]        |                                                            |                                                                    | Lichtboei                                                                                  |                                | Middenweg (op grasveld voor gebouw Vijfsprong)                                                            | Den Helder  |                                               | Zie bron   |
| [ 44 ]        |                                                            |                                                                    | De Zwanen                                                                                  | Floris Brinkman                | Zwanenbalg                                                                                                | Julianadorp | Glas                                          | Zie bron   |